# Isognathus metascyron
Isognathus metascyron är en fjärilsart som beskrevs av Butler 1875. Isognathus metascyron ingår i släktet Isognathus och familjen svärmare. Inga underarter finns listade i Catalogue of Life.